# Ziziphus mairei
Ziziphus mairei là một loài thực vật có hoa trong họ Táo. Loài này được Dode miêu tả khoa học đầu tiên năm 1908.